# Liste des films produits par Universal Pictures
| Sommaire : | Années 1910 - Années 1920 - Années 1930 - Années 1940 - Années 1950 - Années 1960 - Années 1970 - Années 1980 - Années 1990 - Années 2000 - Années 2010 - Années 2020 |

## Production
Cette liste recense les articles de l'encyclopédie consacrés aux films produits et distribués par le studio Universal Studios par date de première sortie en salles.

### Années 1910
- 1915 : By the Sun's Rays
- 1915 : The Opening Night de Burton L. King
- 1915 : Her Own Blood de Burton L. King
- 1915 : The Burden Bearer de Burton L. King
- 1915 : The Bride of the Nancy Lee de Lynn Reynolds
- 1916 : The Wise Man and the Fool de Lynn Reynolds
- 1916 : Her Greatest Story de Lynn Reynolds
- 1916 : The Heart of Bonita de Lynn Reynolds
- 1916 : The Windward Anchor de Lynn Reynolds
- 1916 : Lonesomeness de Lynn Reynolds
- 1916 : The Secret Foe de Lynn Reynolds
- 1916 : Bill's Wife de Lynn Reynolds
- 1916 : The Brink de Lynn Reynolds
- 1916 : The Gambler de Lynn Reynolds
- 1916 : Miss Blossom de Lynn Reynolds
- 1916 : The Thief of the Desert Lynn Reynolds
- 1916 : Her Great Part de Lynn Reynolds
- 1916 : Grouches and Smiles de Lynn Reynolds
- 1916 : It Happened in Honolulu de Lynn Reynolds
- 1916 : The Secret of the Swamp de Lynn Reynolds
- 1916 : The Girl of Lost Lake de Lynn Reynolds
- 1916 : A Romance of Billy Goat Hill de Lynn Reynolds
- 1916 : Le Géant de la forêt (The End of the Rainbow) de Jeanie Macpherson et Lynn Reynolds
- 1916 : Lucile the Waitress de William Bailey
- 1916 : The Mother Call de Lynn Reynolds
- 1917 : Nature triomphante (God's Crucible) de Lynn Reynolds
- 1917 : Mutiny de Lynn Reynolds
- 1917 : Le Gisement du Père Morgan (Southern Justice) de Lynn Reynolds
- 1917 : The Greater Law de Lynn Reynolds
- 1917 : The Show Down de Lynn Reynolds
- 1917 : Mr. Opp de Lynn Reynolds
- 1917 : A Prairie Romeo de Lynn Reynolds
- 1918 : Fast Company de Lynn Reynolds
- 1919 : La Loi des montagnes d'Erich von Stroheim
- 1919 : Dégradation (The Brute Breaker) de Lynn Reynolds
- 1919 : Fleur sans tache (The Wicked Darling) de Tod Browning

### Années 1920

#### 1920
- 1920 : Overland Red de Lynn Reynolds
- 1920 : The Red Lane de Lynn Reynolds

#### 1922
- The Power of a Lie de George Archainbaud

#### 1923
- A Chapter in Her Life de Lois Weber
- A Fool for Luck de Scott Darling
- A Matter of Policy de William Watson
- A Million to Burn de William Parke
- A Movie Fantasy de Henry Mayer
- A Son of Ananias de Henry Mayer
- Quand elles aiment (Abysmal Brute) d'Hobart Henley
- Le Coupable de Clarence Brown
- Around the World in Eighteen Days de B. Reeves Eason et Robert F. Hill
- Barnaby's Grudge de Harry A. Pollard
- Bavu de Stuart Paton
- Be My Guest de William Watson
- Beasts of Paradise (en) de William J. Craft
- The Best Cellar de William Watson
- The Best Man de Scott Darling
- Better Than Gold de Duke Worne
- Blinky d'Edward Sedgwick
- The Bolted Door de William Worthington
- Bum Grafters de William Watson
- Bum Slickers de William Watson
- Burning Words de Stuart Paton
- Chasing Wealth de William Watson
- The Chickasha Bone Crusher de Harry A. Pollard
- The Clean-Up de William Parke
- The Coal Dust Twins de William Watson
- Columbia, the Gem, and the Ocean de Harry A. Pollard
- Cracked Wedding Bells de Charles Reisner
- Crimson Coppers de William Watson
- Crooked Alley de Robert F. Hill
- Crossed Wires de King Baggot
- Cuckoo de William Watson
- Dancing Love de William Watson
- Dangerous Waters d'Edward A. Kull
- The Darling of New York de King Baggot
- Dead Game (en) d'Edward Sedgwick
- Don Coyote de Harry A. Pollard
- Don Quickshot of the Rio Grande de George Marshall
- The Doomed Sentinels de Duke Worne
- Double Dealing de Henry Lehrman
- The Eagle's Talons (en) de Duke Worne
- Easy Terms de William Watson
- Empty Bottles de William Watson
- Face to Face de Robert N. Bradbury
- Fakers de William Watson
- False Play de Jay Marchant
- The Fight for a Mine de Duke Worne
- The First Degree d'Edward Sedgwick
- La Flamme de la vie (The Flame of Life) d'Hobart Henley
- Fools and Riches de Herbert Blaché
- Forgettin' the Law de William J. Craft
- Fortune's Wheel de Scott Darling
- Un gentilhomme d'Amérique (The Gentleman from America) d'Edward Sedgwick
- Gentlemen of the West de Jay Marchant
- The Ghost City de Jay Marchant
- The Ghost Patrol de Nat Ross
- The Godmothers de William Watson
- God's Law de Duke Worne
- Going South de William Watson
- Good Deeds de William Watson
- Gossip de King Baggot
- The Great Pearl Hunt de Scott Darling
- The Guilty Hand de Duke Worne
- Hard Luck Jack de Jay Marchant
- Hard to Beat de Duke Worne
- His Mystery Girl de Robert F. Hill
- His School Daze de William Watson
- Hoboes De Luxe de William Watson
- The Homeward Trail de Jay Marchant
- The Host de Lloyd Bacon
- The Idea Man de William Watson
- In Hock de William Watson
- In the Days of Daniel Boone de William J. Craft
- The Jazz Bug de William Watson
- Joan of Newark de Harry A. Pollard
- Jollywood de Charles Reisner
- Héros sans le savoir (Kindled Courage) de William Worthington
- Knights of the Timber de Duke Worne
- Legally Dead de William Parke
- Lonesome Luck de William J. Craft
- The Love Brand de Stuart Paton
- The Love Letter de King Baggot
- Maid to Order de Scott Darling
- La Marchande de rêves (Drifting) de Tod Browning
- McGuire of the Mounted de Richard Stanton
- Men in the Raw de George Marshall
- Merry-Go-Round de Rupert Julian
- The Midnight Guest de George Archainbaud
- The Near Lady de Herbert Blaché
- Suprême Amour (en) (Nobody's Bride) d'Herbert Blaché
- No Parking Aloud de William Watson
- No Tenderfoot de Robert N. Bradbury
- Notre-Dame de Paris (The Hunchback of Notre Dame) de Wallace Worsley
- One of Three de Duke Worne
- Marin d'eau douce (Out of Luck) d'Edward Sedgwick
- Own a Home de William Watson
- Out of Order de William Watson
- The Payroll Thief de Nat Ross
- Peanuts de Scott Darling
- The Pencil Pushers de Charles Reisner
- The Phantom Fortune de Robert F. Hill
- The Prisoner de Jack Conway
- Pure Grit de Nat Ross
- The Radio-Active Bomb de Duke Worne
- Radio Romeo de Lloyd Bacon
- Railroaded d'Edmund Mortimer
- The Red Warning de Robert N. Bradbury
- Restless Rest de William Watson
- Rustlin' Buster de Nat Ross
- The Self-Made Wife de John Francis Dillon
- Sawdust de Jack Conway
- The Scarlet Car de Stuart Paton
- The Secret Code de Duke Worne
- La Terre a tremblé (The Shock) de Lambert Hillyer
- Shadows of the North de Robert F. Hill
- Shootin' 'Em Up de Jay Marchant
- Shootin' for Love d'Edward Sedgwick
- Should William Tell? de William Watson
- The Showdown de Duke Worne
- Sing! Sing! de William Watson
- Single Handed d'Edward Sedgwick
- The Six-Fifty de Nat Ross
- Skeletons de William Watson
- The Social Buccaneer de Robert F. Hill
- So Long Sultan de Charles Reisner
- Some Service de William Watson
- Something for Nothing de Harry A. Pollard
- Spuds de Scott Darling
- The Steel Trail de William Duncan
- Stolen Gold de Nat Ross
- Strike Father, Strike Son de Harry A. Pollard
- The Strike of the Rattler de Jay Marchant
- L'Outsider (The Ramblin' Kid) d'Edward Sedgwick
- The Rivals de William Watson
- Rustlin' de Francis J. Grandon
- That Kid from Madrid d'Edward Laemmle
- Thundering Dawn de Harry Garson
- To and Fro de William Watson
- The Town Scandal de King Baggot
- Tramps of Note de William Watson
- Trifling with Honor de Harry A. Pollard
- Trimmed in Scarlet de Jack Conway
- True Gold de Francis J. Grandon
- Tut! Tut! King de William Watson
- Twilight Trail de Jay Marchant
- Under Secret Orders de Duke Worne
- Under the Border de George Holt
- Under the White Robe de William Watson
- The Untameable de Herbert Blaché
- The Victor d'Edward Laemmle
- The Wandering Two de Harry A. Pollard
- Western Skies de Nat Ross
- What Wives Want de Jack Conway
- Where Is This West? de George Marshall
- Whiskers de Scott Darling
- Les Fauves (White Tiger) de Tod Browning
- The Widower's Mite de Harry A. Pollard
- The Wild Party de Herbert Blaché
- The Wolf Trapper de Robert N. Bradbury
- The Wolves of the Waterfront d'Edward A. Kull
- Two Auctioneers de William Watson
- Won't You Worry? de William Watson
- The Yellow Handkerchief d'Edward A. Kull

#### 1924
- 40-Horse Hawkins d'Edward Sedgwick
- A Lady of Quality d'Hobart Henley
- A Race for a Ranch d'Ernst Laemmle
- A Sagebrush Vagabond de William J. Craft
- A Society Knockout de Jess Robbins
- A Tough Tenderfoot d'Edward Laemmle
- A White Wing Monkey de Harry Burns
- All's Swell on the Ocean d'Erle C. Kenton et Jess Robbins
- Alone at Last de William Watson
- An Eyeful d'Ernst Laemmle
- Anthony and Cleopatra de Bryan Foy
- The Back Trail (en) de Clifford S. Smith
- Behind the Curtain (en) de Chester M. Franklin
- Benjamin Franklin de Bryan Foy
- Between Fires de William J. Craft
- Big Boy Blue d'Edward Laemmle
- Big Timber de George Melford
- Blue Wing's Revenge de William J. Craft
- Bluffing Bluffers de William Watson
- The Border Raid de William J. Craft
- The Boss of Bar 20 d'Ernst Laemmle
- The Breathless Moment de Robert F. Hill
- Bring Him In d'Erle C. Kenton
- Broadway or Bust d'Edward Sedgwick
- The Bull Tosser d'Edward Laemmle
- Case Dismissed de Slim Summerville
- The City of Stars de H. Bruce Humberstone
- The Christmas Handicap d'Edward Laemmle
- The College Cowboy de William J. Craft
- Columbus and Isabella de Bryan Foy
- The Cry Baby de Slim Summerville
- Dancing Cheat d'Irving Cummings
- The Dangerous Blonde de Robert F. Hill
- Daring Chances de Clifford S. Smith
- Dark Stairways de Robert F. Hill
- Double X d'Edward Laemmle
- Down in Jungle Town de Harry Burns
- Down in Texas de Nat Ross
- Easy Money de Slim Summerville
- Easy Work de Slim Summerville
- The Empty Stall de Harry A. Pollard
- Excitement de Robert F. Hill
- Fair and Windy de William Watson
- The Family Secret de William A. Seiter
- The Fast Express de William Duncan
- The Fast Worker de William A. Seiter
- Feather Pushers de William Watson
- The Fiddlin' Doll d'Edward Laemmle
- Fight and Win d'Erle C. Kenton
- The Fighting American (en) de Tom Forman
- Fighting Fury de Clifford S. Smith
- Flying Eagle de William J. Craft
- Fools' Highway d'Irving Cummings
- The Gaiety Girl de King Baggot
- The Galloping Ace de Robert N. Bradbury
- The Game Hunter de William Watson
- The Get-Away Day d'Edward Laemmle
- The Girl Hater de William Watson
- Girls Will Be Girls d'Edward Laemmle
- Gold Digger Jones de Nat Ross
- Green Grocers de Slim Summerville
- Green Tees de Richard Smith
- Hats Off de Jay Marchant
- He Loops to Conquer d'Edward Laemmle
- Health Farm Wallop d'Erle C. Kenton
- Hello, 'Frisco de Slim Summerville
- Her Rodeo Hero d'Ernst Laemmle
- High Speed de Herbert Blaché
- Hit and Run d'Edward Sedgwick
- Hook and Ladder d'Edward Sedgwick
- Horse Play de Richard Smith
- The Hot Dog Special d'Edward Laemmle
- The Iron Man de Jay Marchant
- Jack O'Clubs de Robert F. Hill
- The Jail Bird de William Watson
- K - The Unknown de Harry A. Pollard
- K.O. for Cupid de ?
- Keep Coming de Robert P. Kerr
- Keep Healthy de Slim Summerville
- Kid Days de Harry Burns
- The King's Command de William J. Craft
- The Law Forbids de Jess Robbins
- The Little Savage d'Ernst Laemmle
- The Lone Round-Up d'Ernst Laemmle
- Love and Glory de Rupert Julian
- The Man from Wyoming de Robert N. Bradbury
- The Mandarin de William Watson
- Marry When Young de William Watson
- The Measure of a Man (en) d'Arthur Rosson
- Mind Your Doctor de Richard Smith
- Miners Over 21 de Slim Summerville
- Miscarried Plans de Jay Marchant
- My Little Brother de William Watson
- The Night Message de Perley Poore Sheehan
- Nobody to Love de William Watson
- Omar Khayham de Bryan Foy
- One Wet Night de William Watson
- La Papillonne (Butterfly) de Clarence Brown
- Patching Things Up de William Watson
- Paul Revere de William Watson
- The Phantom Horseman de Robert N. Bradbury
- Pocahontas and John Smith de Bryan Foy
- Politics de Slim Summerville
- Ponce de Leon de Bryan Foy
- The Powerful Eye de William J. Craft
- Pre-Historic Man de Bryan Foy
- Red Raymond's Girl d'Ernst Laemmle
- Folle Jeunesse (The Reckless Age) de Harry A. Pollard
- The Red Rage d'Ernst Laemmle
- Rest in Pieces de William Watson
- The Riddle Rider de William J. Craft
- Ride for Your Life d'Edward Sedgwick
- Riders Up d'Irving Cummings
- Ridgeway of Montana de Clifford S. Smith
- The Ridin' Kid from Powder River d'Edward Sedgwick
- Rip Van Winkle de Bryan Foy
- Robinson Crusoe de Bryan Foy
- The Rose of Paris d'Irving Cummings
- Secrets of the Night de Herbert Blaché
- Ship Ahoy! de Slim Summerville
- The Shooting Star d'Edward Laemmle
- Should Poker Players Marry? de William Watson
- Le Veilleur du rail (The Signal Tower) de Clarence Brown
- The Slanderers de Nat Ross
- So This Is Paris d'Erle C. Kenton
- Sporting Youth de Harry A. Pollard
- Spring of 1964 de William Watson
- Stolen Secrets d'Irving Cummings
- The Storm Daughter de George Archainbaud
- The Sunset Trail d'Ernst Laemmle
- Swing Bad the Sailor d'Edward Laemmle
- That's the Spirit de William Watson
- The Title Holder d'Erle C. Kenton
- The Tornado de King Baggot
- The Town Hall To-Night d'Erle C. Kenton
- The Traitor d'Ernst Laemmle
- The Turmoil d'Hobart Henley
- The Very Bad Man de Slim Summerville
- Way Up North de William Watson
- West of the Water Bucket d'Erle C. Kenton
- The Western Wallop de Clifford S. Smith
- When Love Is Young de William Watson
- The Whispered Name de King Baggot
- Why Be Jealous? de William Watson
- Why Pay Your Rent? de William Watson
- Why Wait? de Slim Summerville
- William Tell de Bryan Foy
- Wine de Louis Gasnier
- Winning His Way d'Erle C. Kenton
- Wolves of the North (en) de William Duncan
- Women's Rights de William Watson
- Young Ideas de Robert F. Hill

#### 1925
- A Battle of Wits d'Ernst Laemmle
- A Free Ride de Slim Summerville
- A Nice Pickle de Richard Smith
- A Roaring Adventure de Clifford S. Smith
- A Rough Party de Charles Lamont
- A Woman's Faith d'Edward Laemmle
- Absent-Minded de Slim Summerville
- Ace of Spades de Henry MacRae
- Back to Nature de Slim Summerville
- Bashful Whirlwind d'Ernst Laemmle
- The Best Man d'Ernst Laemmle
- Beware of Your Relatives de Richard Wallace
- Black Gold Bricks de Richard Smith
- The Boundary Line de William A. Crinley
- Breakin' Loose de Vin Moore
- The Burning Trail d'Arthur Rosson
- Bustin' Thru de Clifford S. Smith
- By the Sea de Scott Darling
- Jack le centaure (en) (The Calgary Stampede) d'Herbert Blaché
- California Straight Ahead de Harry A. Pollard
- The Call of Courage de Clifford S. Smith
- The Cat's Whiskers de Richard Smith
- The Circus Cyclone d'Albert S. Rogell
- City Bound de Richard Smith
- The Close Call d'Ernst Laemmle
- The Crook Buster de William Wyler
- Dangereuse Innocence (Dangerous Innocence) de William A. Seiter
- Daring Days de John B. O'Brien
- Discord in 'A' Flat de Scott Darling
- Dog Biscuits de Scott Darling
- Don Dare Devil de Clifford S. Smith
- Dry Up d'Albert Herman
- Dynamite's Daughter d'Ernst Laemmle
- Faint Heart de Slim Summerville
- Le Fantôme de l'Opéra (The Phantom of the Opera) de Rupert Julian
- Fifth Avenue Models de Svend Gade
- The Fighting Ranger (en) de Jay Marchant
- The Fighting Schoolmarm d'Ernst Laemmle
- The Fighting Terror d'Ernst Laemmle
- Financially Embarrassed de William Watson
- Flying Hoofs de Clifford S. Smith
- The Girl Problem de William Watson
- The Gold Trap de William A. Crinley
- Déchéance (The Goose Woman) de Clarence Brown
- The Great Circus Mystery de Jay Marchant
- The Green-Eyed Monster de Zion Myers
- The Greenhorn de Richard Smith
- Half Fare de Zion Myers
- Happy Go Lucky de Zion Myers
- Head Winds de Herbert Blache-Bolton
- Heart Trouble de Scott Darling
- Here's Your Hat de Scott Darling
- Hidden Loot de Robert N. Bradbury
- Les Siens (His People) d'Edward Sloman
- His New Suit de Zion Myers
- The Home Maker de King Baggot
- The Hurricane Kid d'Edward Sedgwick
- I'll Show You the Town de Harry A. Pollard
- Ice Cold de Scott Darling et Richard Wallace
- Jiminy Crickets de Richard Wallace
- Just Cowboys de Vin Moore
- Just in Time d'Edward Ludwig
- Kick Me Again de Zion Myers
- Let 'er Buck d'Edward Sedgwick
- Loaded Dice d'Edward Laemmle
- Locked Out de Richard Smith
- Lorraine of the Lions d'Edward Sedgwick
- The Loser Wins d'Ernst Laemmle
- The Lost Cord de Richard Smith
- Love My Dog de Zion Myers
- The Lucky Accident de Richard Smith
- Tourbillon de jeunesse (The Mad Whirl) de William A. Seiter
- The Man in Blue d'Edward Laemmle
- The Meddler d'Arthur Rosson
- The Milky Way de Richard Smith
- Muddled Up de Richard Smith
- Nearly Rich de Richard Smith
- Nero de William Watson
- Nicely Rewarded de Richard Smith
- No Place to Go de Zion Myers
- Nobody Wins de Scott Darling
- Oh, Doctor! de Harry A. Pollard
- Olympic Games de Bryan Foy
- The Olympic Games de William Watson
- One Glorious Scrap d'Ernst Laemmle
- One Wild Night de Richard Wallace
- The Outlaw's Daughter de John B. O'Brien
- Papa's Pet de Richard Smith
- The Party de Zion Myers
- Peacock Feathers de Svend Gade
- Perils of the Wild de Francis Ford
- Pleasure Bent de Richard Smith
- The Polo Kid de Jess Robbins
- The Price of Pleasure d'Edward Sloman
- The Pronto Kid d'Ernst Laemmle
- Queen of the Round-Up d'Ernst Laemmle
- Raffles de King Baggot
- The Raid d'Ernst Laemmle
- Range Law de William A. Crinley
- The Red Rider de Clifford S. Smith
- Rembrandt de Bryan Foy
- The Rider of the Pass de William A. Crinley
- Ridin' Pretty d'Arthur Rosson
- Ridin' Thunder de Clifford S. Smith
- The Road from Latigo d'Edward et Ernst Laemmle
- Rolling Stones de Richard Smith
- Ropin' Venus d'Ernst Laemmle
- The Rustlers of Boulder Canyon de William A. Crinley
- The Rustlin' Kid de William A. Crinley
- The Saddle Hawk d'Edward Sedgwick
- The Scarlet Streak de Henry MacRae
- Seeing Red d'Ernst Laemmle
- Shootin' Wild de Vin Moore
- Short Pants de Scott Darling
- Siege de Svend Gade
- The Sign of the Cactus de Clifford S. Smith
- Sir Walter Raleigh de Bryan Foy
- Sleeping Sickness de Richard Smith
- Smoked Out de William Watson
- La Femme de quarante ans (Smouldering Fires) de Clarence Brown
- The Storm King d'Ernst Laemmle
- Speak Easy de Richard Smith
- Spook Ranch d'Edward Laemmle
- Sporting Life de Maurice Tourneur
- Stella Maris de Charles Brabin
- The Storm Breaker d'Edward Sloman
- Straight Through (en) d'Arthur Rosson
- Taking Chances de William A. Crinley
- The Taming of the West (en) d'Arthur Rosson
- Tenting Out de Richard Smith
- The Teaser de William A. Seiter
- Too Many Bucks de Vin Moore
- Top Hand d'Ernst Laemmle
- Tricked d'Ernst Laemmle
- Triple Action de Tom Gibson
- Two-Fisted Jones d'Edward Sedgwick
- Under a Spell de Richard Smith
- The Understudy de Zion Myers
- Universal in 1925 de H. Bruce Humberstone (Documentaire)
- Unwelcome de Richard Smith
- Up the Ladder d'Edward Sloman
- Way of the West d'Ernst Laemmle
- Westward Whoa! de Noel M. Smith
- Where Was I? de William A. Seiter
- The Whip Hand d'Ernst Laemmle
- The White Outlaw de Clifford S. Smith
- The Wild West Wallop d'Ernst Laemmle

#### 1926
- A Bedtime Story de Slim Summerville
- A Couple of Skates d'Edgar Kennedy
- A Dumb Friend de Slim Summerville
- A Man's Size Pet de Vin Moore
- A Six Shootin' Romance de Clifford S. Smith
- A Swell Affair de Slim Summerville
- Arizona Sweepstakes de Clifford S. Smith
- Babes in the Sawdust de Richard Smith
- Badly Broke de Slim Summerville
- Barely Reasonable de Vin Moore
- The Beautiful Cheat d'Edward Sloman
- Benson at Calford de Harry Edwards
- The Big Game de Vin Moore
- Blue Blazes (en) de Joseph Franz et Milburn Morante
- The Border Sheriff de Robert N. Bradbury
- The Buckaroo Kid de Lynn Reynolds
- Bucking the Truth de Milburn Morante
- Business Worries de Slim Summerville
- Femmes d'aujourd'hui (Butterflies in the Rain) d'Edward Sloman
- The Call of Hazard de William A. Crinley
- Chasing Trouble de Milburn Morante
- The Cheerful Fraud de William A. Seiter
- Invalide par amour (Chip of the Flying U) de Lynn Reynolds
- The Cohens and Kellys de Harry A. Pollard
- The College Yell de Richard Smith
- The Collegians de Wesley Ruggles
- The Combat de Lynn Reynolds
- Coming Back de William A. Crinley
- The Crowned Prince de Richard Wallace
- The Demon de Clifford S. Smith
- Desperate Dan de Vin Moore
- The Desperate Game de Joseph Franz et Milburn Morante
- Do or Bust de Richard Smith
- Don't Be a Dummy de Slim Summerville
- Don't Shoot de William Wyler
- The Escape de Milburn Morante
- The Emergency Man d'Edward Laemmle
- Fade Away Foster de Vin Moore
- The Fighting Peacemaker de Clifford S. Smith
- The Fighting Strain de Lewis D. Collins
- Fighting to Win de Harry Edwards
- Fighting with Buffalo Bill de Ray Taylor
- The Fire Barrier de William Wyler
- The Flaming Frontier d'Edward Sedgwick
- The Flaming West d'Ernst Laemmle
- For Cryin' Out Loud! d'Edgar Kennedy
- Four Square Steve d'Ernst Laemmle
- Fourth Commandment d'Emory Johnson
- Frame Up de William A. Crinley
- Fresh Paint de Richard Smith
- Grinning Fists de William A. Crinley
- The Gunless Bad Man de William Wyler
- Hearts for Rent de Slim Summerville
- Hearts of the West d'Ernst Laemmle
- Help Wanted de Richard Smith
- The Hen Punchers of Pipe Rock de Vin Moore
- Her Big Night de Melville W. Brown
- The Hero of Piperock de Vin Moore
- The Honeymoon Hotel de Richard Wallace
- Hook or Crook de Richard Smith
- Horse Laugh de Richard Smith
- Hot Dog d'Edgar Kennedy
- The Ice Flood (en) de George B. Seitz
- It's All Over Now de Richard Smith
- Jim Hood's Ghost de John B. O'Brien
- The Last Lap de Wesley Ruggles
- The Little Warrior de John B. O'Brien
- Let Loose de Vin Moore
- Law of the North de George Hunter
- Lazy Lightning de William Wyler
- The Little Giant de William Nigh
- The Lone Prairie (en) de Lewis D. Collins
- Looking for Trouble (en) de Robert N. Bradbury
- The Love Deputy de Victor Noerdlinger
- Love's Labor Lost de Richard Smith
- The Love Thief de John McDermott
- Making Good de Harry Edwards
- The Man from the West d'Albert S. Rogell
- The Man in the Saddle de Lynn Reynolds et Clifford S. Smith
- The Man with the Scar de William A. Crinley
- The Marriage Clause de Lois Weber
- Martin of the Mounted de William Wyler
- The Midnight Sun de Dimitri Buchowetzki
- Mixed Doubles de Richard Smith
- Montana of the Range de John B. O'Brien
- Mortgaged Again de Scott Darling
- Mountain Molly O' de John B. O'Brien
- My Old Dutch de Laurence Trimble
- The Mystery Club de Herbert Blache-Bolton
- Nobody Loves Me de Richard Smith
- Not Guilty! de Harry Sweet
- The Old Soak d'Edward Sloman
- Olga's Boatman d'Edgar Kennedy
- One Wild Time de Vin Moore
- Oprey House Tonight de Slim Summerville
- The Optimist de Richard Smith
- Outlaw Love de John B. O'Brien
- Papa's Mama de Slim Summerville
- Pep of the Lazy J de Victor Noerdlinger
- The Perfect Lie de Slim Summerville
- The Phantom Bullet de Clifford S. Smith
- The Phoney Express de Richard Smith
- The Pinnacle Rider de William Wyler
- Pioneer Blood de George Hunter
- Pipe Rock Goes Wild de Vin Moore
- La Femme de mon mari (Poker Faces) de Harry A. Pollard
- Prep School d'Edgar Kennedy
- Prisoners of the Storm de Lynn Reynolds
- Prowlers of the Night d'Ernst Laemmle
- Queen of the Hills de John B. O'Brien
- Quick on the Draw de William A. Crinley
- The Radio Detective de William J. Craft et William A. Crinley
- Red Hot Leather d'Albert S. Rogell
- The Rescue de Vin Moore
- Ridin' for Love de William Wyler
- The Ridin' Rascal de Clifford S. Smith
- Rolling Home de William A. Seiter
- The Runaway Express d'Edward Sedgwick
- Rustler by Proxy de William A. Crinley
- Rustlers' Ranch de Clifford S. Smith
- The Rustler's Secret d'Ernst Laemmle
- The Saddle Tramp de Victor Noerdlinger
- The Scrappin' Kid de Clifford S. Smith
- Separated Sweethearts d'Edgar Kennedy
- The Set-Up de Clifford S. Smith
- The Shoot 'Em Up Kid d'Hoot Gibson
- The Show Cowpuncher de Victor Noerdlinger
- L'habit fait le moine (Skinner's Dress Suit) de William A. Seiter
- Sky High Corral de Clifford S. Smith
- So This Is Paris? de Richard Wallace
- Spangles de Frank O'Connor
- The Still Alarm d'Edward Laemmle
- The Stolen Ranch de William Wyler
- Strings of Steel de Henry MacRae
- Sweetheart Daze de Jay Belasco
- Switching Sleepers de Slim Summerville
- Take It from Me de William A. Seiter
- Taking the Heir de Slim Summerville
- The Terror de Clifford S. Smith
- La Terreur du Texas (The Texas Streak) de Lynn Reynolds
- The Thirteenth Man de Richard Smith
- Tiddly-Winks de Slim Summerville
- Tight Cargo de Richard Wallace
- The Tin Bronc d'Ernst Laemmle
- Too Much Sleep de Slim Summerville
- Trail of Trickery de Ray Taylor
- Trapped de William A. Crinley
- Tune Up! de Slim Summerville
- Two Dollars, Please d'Edgar Kennedy
- Under Desert Skies de William A. Crinley
- Under Western Skies d'Edward Sedgwick
- The Village Cut-Up de Slim Summerville
- Wanted a Bride de Slim Summerville
- Watch Your Wife de Svend Gade
- Les Mésaventures de Jones (What Happened to Jones) de William A. Seiter
- What Price Pleasure? de Richard Smith
- When Bonita Rode de Lewis D. Collins
- When East Meets West de Vin Moore
- Where's My Baby? de Richard Smith
- Western Pluck de Travers Vale
- The Whirlwind Driver de Lewis D. Collins
- The Whole Town's Talking d'Edward Laemmle
- Who's Next? de Richard Smith
- Wide Open Faces de Richard Smith
- Wild Bill de Richard Smith
- The Wild Horse Stampede d'Albert S. Rogell
- The Winged Rider d'Ernst Laemmle
- The Winking Idol de Francis Ford
- Wise or Otherwise de Richard Smith
- Wives and Women de Richard Smith
- The Yellow Back de Del Andrews

#### 1927
- Plus fort que Lindbergh (en) (A Hero for a Night) de William J. Craft
- A Hero on Horseback de Del Andrews
- A Man's Past de George Melford
- A One Man Game d'Ernst Laemmle
- A One Man Show de Richard Smith
- A Ranger's Romance de Ray Taylor
- A Rattling Good Time de Max W. Kimmich
- A Run for His Money de Slim Summerville
- A Sleepy Time Pal de Richard Smith
- A Strange Inheritance de Vin Moore
- Ah! Gay Vienna! de Harry Sweet
- An Exciting Day de Ray Taylor
- Ali Gazam de Richard Smith
- Alias the Deacon d'Edward Sloman
- All Wet de Sam Newfield
- Around the Bases de Wesley Ruggles
- Sur la piste blanche d'Irvin Willat
- Barrymore Tommy de Ray Taylor
- The Battling Buckaroo de Bruce M. Mitchell
- Beware of Widows de Wesley Ruggles
- Blake of Scotland Yard de Robert F. Hill
- Blazing Days de William Wyler
- Blind Man's Bluff de Bruce M. Mitchell
- The Border Cavalier de William Wyler
- Breaking Records de Wesley Ruggles
- The Broncho Buster d'Ernst Laemmle
- La Volonté du mort (The Cat and the Canary) de Paul Leni
- Cheating Cheaters d'Edward Laemmle
- Le Perroquet chinois (The Chinese Parrot) de Paul Leni
- The Cinder Path de Wesley Ruggles
- The Claw de Sidney Olcott
- À la rescousse (Clearing the Trail) de Lewis D. Collins
- The Courage of Collins de Ray Taylor
- The Cowboy Chaperone d'Ernst Laemmle
- Cows Is Cows de Vin Moore
- Crimson Colors de Nat Ross
- Danger Ahead de Bruce M. Mitchell
- The Dangerous Double de Bruce M. Mitchell
- Daze of the West de William Wyler
- The Dazzling de Nat Ross
- The Denver Dude de B. Reeves Eason
- Desert Dust de William Wyler
- Do or Diet d'Edgar Kennedy
- Doctors Prefer Brunettes de Vin Moore
- Double Trouble de Lewis D. Collins
- Down the Stretch de King Baggot
- The Dude Desperado de George Hunter
- Fangs of Destiny de Stuart Paton
- Fast and Furious de Melville W. Brown
- A Fighting Finish de Nat Ross
- The Fighting Texan de Joseph Levigard
- The Fighting Three d'Albert S. Rogell
- The Fighting Spirit de Nat Ross
- The fire Fighters de Jacques Jaccard
- The Flaming Snow de Vin Moore
- Flashing Oars de Wesley Ruggles
- Galloping Fury de B. Reeves Eason
- Galloping Justice de William Wyler
- Grinning Guns d'Albert S. Rogell
- Gun Justice de William Wyler
- Hands Off d'Ernst Laemmle
- Hard Fists de William Wyler
- The Haunted Homestead de William Wyler
- Held by the Law d'Ernst Laemmle
- Hey! Hey! Cowboy d'Edward Laemmle et Lynn Reynolds
- High and Dizzy de Richard Smith
- His Day of Days de Zion Myers
- The Home Trail de William Wyler
- Honest and Truly de Harry Sweet
- The Honeymoon Quickstep de Slim Summerville
- Hop Along de Slim Summerville
- The Horse Trader de William Wyler
- Hot Air de Harry Sweet
- Hot Stuff de Doran Cox
- In Again, Out Again de Slim Summerville
- In for Life de Jay Belasco
- The Irresistible Lover de William Beaudine
- Jailhouse Blues de Slim Summerville
- Kelcy Gets His Man de William Wyler
- King of Hearts de Joseph Levigard
- Erik le mystérieux (The Last Performance) de Pál Fejös
- The Little Pest de Jay Belasco
- Loco Luck de Clifford S. Smith
- The Lone Eagle d'Emory Johnson
- The Lone Ranger de Walter Fabian
- The Lone Star de William Wyler
- The Lost Soul de Harry Sweet
- L'Implacable Destin (Love Me and the World Is Mine) d'Ewald André Dupont
- Love on a Weak Stomach de Jay Belasco
- The Love Thrill de Millard Webb
- The Love Wallop de Max W. Kimmich
- The Law Rider de Walter Fabian
- The Man Tamer d'Ernst Laemmle
- Meet the Husband de Slim Summerville
- Men of Daring d'Albert S. Rogell
- Menace of the Mounted de Ray Taylor
- The Midnight Bum de Slim Summerville
- Monkey Shines de Doran Cox
- Oh! What a Kick! de Richard Smith
- Le Fils de Kid Roberts (On Your Toes) de Fred C. Newmeyer
- On Special Duty de Walter Fabian
- One Glorious Scrap d'Edgar Lewis
- The Ore Raiders de William Wyler
- Out All Night de William A. Seiter
- Painted Ponies de B. Reeves Eason
- Painting the Town (en) de William J. Craft
- The Party Man de Harry Sweet
- Pawns and Queens d'Ernst Laemmle
- The Peace Deputy de George Hunter
- Perch of the Devil de King Baggot
- The Phantom Outlaw de William Wyler
- The Piperock Blaze de Vin Moore
- The Plumed Rider de Ray Taylor
- Le Roi de la prairie (The Prairie King) de B. Reeves Eason
- The Pride of Piperock de Vin Moore
- The Racing Wizard de Lewis D. Collins
- The Rambling Ranger de Dell Henderson
- Range Courage d'Ernst Laemmle
- Red Clay d'Ernst Laemmle
- Red Suspenders de Richard Smith
- Red Warning de Lewis D. Collins
- The Relay de Wesley Ruggles
- The Return of the Riddle Rider de Robert F. Hill
- The Rest Cure de Vin Moore
- The Riding Whirlwind de Lewis D. Collins
- Ridin' Wild de Bruce M. Mitchell
- The Roaring Gulch d'Ernst Laemmle
- Rough and Ready d'Albert S. Rogell
- Running Wild de Nat Ross
- Samson at Calford de Nat Ross
- Saxophobia de Max W. Kimmich
- Scrambled Honeymoon de Doran Cox
- Scrappin' Fool de Bruce M. Mitchell
- Sensation Seekers de Lois Weber
- Set Free d'Arthur Rosson
- The Shield of Honor d'Emory Johnson
- Shooting Straight de William Wyler
- The Silent Partner de William Wyler
- Silk Stockings de Wesley Ruggles
- Sky-High Saunders de Bruce M. Mitchell
- The Small Bachelor de William A. Seiter
- The Smiling Wolf de Walter Fabian
- Smother o' Mine de Harry Sweet
- Sodas and Shebas de Max W. Kimmich
- South of the Northern Lights de Joseph Levigard
- Splashing Through de Nat Ross
- Spurs and Saddles de Clifford S. Smith
- The Square Shooter de William Wyler
- Surprised Honey de Richard Smith
- Surrender d'Edward Sloman
- Swell Clothes de Max W. Kimmich
- The Tale of a Shirt de Max W. Kimmich
- Taxi! Taxi! (en) de Melville W. Brown
- Tenderfoot Courage de William Wyler
- They Call It Love de David Smith
- The Thirteenth Juror d'Edward Laemmle
- Three Miles Up de Bruce M. Mitchell
- Tied Up de Vin Moore
- Too Much Progress for Pipe Rock de Vin Moore
- The Trail of the Tiger de Henry MacRae
- The Two Fister de William Wyler
- Under the Bed de Scott Darling
- Uncle Tom's Cabin de Harry A. Pollard
- The Western Rover d'Albert S. Rogell
- The Western Whirlwind d'Albert S. Rogell
- When Oscar Went Wild de Vin Moore
- Whispering Smith Rides de Ray Taylor
- Wild Beauty (film, 1927) (en) de Henry MacRae
- The Winning Five de Nat Ross
- The Winning Punch de Nat Ross
- Why Mules Leave Home de Richard Smith
- Wolf's Trail de Francis Ford
- The Wrong Mr. Wright de Scott Sidney

#### 1928
- A Clean Sweep de Walter Fabian
- A Fighting Tenderfoot de Walter Fabian
- A Woman's Man d'Edward Ludwig
- Beauty and Bullets de Ray Taylor
- The Bookworm Hero de Nat Ross
- Calford on Horseback de Nat Ross
- Dear Old Calford de Nat Ross
- Death's Head de Walter Fabian
- Dick, Oscar et Cléopâtre (en) (The Gate Crasher) de William J. Craft
- Give and Take de William Beaudine
- Leaping Through d'Edward Ludwig
- Red Lips de Melville W. Brown
- The Scrappin' Ranger de Joseph Levigard
- Sleeping Through d'Edward Ludwig
- The Wooden Soldier de Stephen J. Rollens

#### 1929
- Erik le Grand (The Last Performance) de Paul Fejos
- Show Boat de Harry A. Pollard

### Années 1930

#### 1930
- À l'Ouest, rien de nouveau (All Quiet on the Western Front) de Lewis Milestone
- La Féerie du jazz (The King of Jazz) de John Murray Anderson

#### 1931
- The Bad Sister d'Hobart Henley
- Dracula de Tod Browning
- Frankenstein de James Whale
- L'Homme de fer (Iron Man) de Tod Browning
- Seed de John M. Stahl
- The Virtuous Husband de Vin Moore
- Waterloo Bridge de James Whale

#### 1932
- Histoire d'un amour (Back Street) de John M. Stahl
- La Momie (The Mummy) de Karl Freund
- Une soirée étrange (The Old Dark House) de James Whale

#### 1933
- L'Homme invisible (The Invisible Man) de James Whale
- Une nuit seulement (Only Yesterday) de John M. Stahl

#### 1934
- Le Chat noir (The Black Cat) d'Edgar G. Ulmer
- Et demain ? (Little Man, What Now?) de Frank Borzage
- Images de la vie (Imitation of Life) de John M. Stahl
- Madame spy de Karl Freund
- Pirate Treasure de Ray Taylor

#### 1935
- Le Corbeau (The Raven) de Lew Landers
- La Fiancée de Frankenstein (Bride of Frankenstein) de James Whale
- Le Monstre de Londres (Werewolf of London) de Stuart Walker
- Le Secret magnifique (Magnificent Obsession) de John M. Stahl

#### 1936
- La Fille de Dracula (Dracula's Daughter) de Lambert Hillyer
- Mon homme Godfrey (My Man Godfrey) de Gregory La Cava
- Le Rayon invisible (The invisible Ray) de Lambert Hillyer
- Show Boat de James Whale
- Trois Jeunes Filles à la page (Three Smarts Girls) de Henry Koster

#### 1937
- Deanna et ses boys (One Hundred Men And a Girl) de Henry Koster
- Alerte la nuit (Night Key) de Lloyd Corrigan

#### 1938
- Cet âge ingrat (That Certain Age) d'Edward Ludwig
- La Coqueluche de Paris (The Rage of Paris) de Henry Koster

#### 1939
- Femme ou Démon (Destry Rides Again) de George Marshall
- Le Fils de Frankenstein (Son of Frankenstein) de Rowland V. Lee
- La Tour de Londres (Tower of London) de Rowland V. Lee
- Les trois jeunes filles ont grandi (Three Smart Girls Grow Up) de Henry Koster
- Veillée d’amour (When Tomorrow Comes) de John M. Stahl

### Années 1940

#### 1940
- Mon petit poussin chéri (My Little Chickadee) d'Edward F. Cline
- Vendredi 13 (Black Friday) d'Arthur Lubin
- Une nuit sous les tropiques (One Night in the Tropics) d'A. Edward Sutherland

#### 1941
- La Belle Ensorceleuse (The Flame of New Orleans) de René Clair
- Une épouse modèle (Model Wife) de Leigh Jason
- Deux Nigauds aviateurs (Keep 'Em Flying) d'Arthur Lubin
- Deux Nigauds marins (In The Navy) d'Arthur Lubin
- Deux Nigauds soldats (Buck Privates) d'Arthur Lubin
- Le Loup-garou (The Wolf Man) de George Waggner
- Histoire inachevée (Unfinished business) de Gregory La Cava
- Une femme à poigne (The Lady from Cheyenne) de Frank Lloyd

#### 1942
- Cinquième Colonne (Saboteur) d'Alfred Hitchcock
- Frankenstein rencontre le loup-garou (Frankenstein Meets the Wolf Men) de Roy William Neill
- La Fièvre de l'or noir (Pittsburgh) de Lewis Seiler
- Mademoiselle Palmer et son psychiatre (Lady in a Jam) de Gregory La Cava
- Les Mille et Une Nuits (Arabian Nights) de John Rawlins
- Deux Nigauds dans une île (Pardon my Sarong) d'Erle C. Kenton
- Deux Nigauds cow-boys (Ride 'Em Cowboy) d'Arthur Lubin
- Deux Nigauds détectives (Who Done It?) d'Erle C. Kenton

#### 1943
- Le Fantôme de l'Opéra (Phantom of the Opera) d'Arthur Lubin
- L'Ombre d'un doute (Shadow of a Doubt) d'Alfred Hitchcock
- La Sœur de son valet (His Butler's Sister) de Frank Borzage
- Deux Nigauds dans le foin (It Ain't Hay) d'Erle C. Kenton

#### 1944
- Ali Baba et les Quarante Voleurs (Ali Baba and the Forty Thieves) d'Arthur Lubin
- Escadrille de femmes (Ladies Courageous) de John Rawlins
- Hollywood Parade (Follow the boys) d'A. Edward Sutherland
- L'Imposteur (The Impostor) ou (Strange confession) de Julien Duvivier
- Les Mains qui tuent (Phantom Lady) de Robert Siodmak
- Le Signe du cobra (Cobra Woman) de Robert Siodmak
- Vacances de Noël (Christmas holiday) de Robert Siodmak
- Hommes du monde (In Society) de Jean Yarbrough
- La Passion du docteur Hohner (The Climax) de George Waggner

#### 1945
- Les Amours de Salomé (Salome, Where She Danced) de Charles Lamont
- Deanna mène l'enquête (Lady on the train) de Charles David
- La Rue rouge (Scarlet Street) de Fritz Lang
- La Taverne du cheval rouge (Frontier Gal) de Charles Lamont
- Deux Nigauds au collège (Here Come the Co-eds) de Jean Yarbrough

#### 1946
- La Clef ou Sherlock Holmes et la Clef (Dressed To Kill) de Roy William Neill
- Le Passage du canyon (Canyon passage) de Jacques Tourneur
- Le Train de la mort (Terror by Night) de Roy William Neill
- Les Tueurs (The Killers) de Robert Siodmak
- Deux Nigauds vendeurs (Little Giant) de William A. Seiter
- La Femme loup (She-Wolf of London) de Jean Yarbrough

#### 1947
- L'Œuf et moi (The Egg and I) de Chester Erskine
- Schéhérazade (Song of Scheherazade) de Walter Reisch
- Singapour (Singapore) de John Brahm
- Deux Nigauds démobilisés (Buck Privates Come Home) de Charles Barton
- Deux Nigauds et leur veuve (The Wistful Widow of Wagon Gap), de Charles Barton

#### 1948
- Le Barrage de Burlington (River Lady) de George Sherman
- L'Homme aux lunettes d'écaille (Sleep, My Love) de Douglas Sirk
- Ils étaient tous mes fils (All my Sons) d'Irving Reis
- Lettre d'une inconnue (Letter from an Unknown Woman) de Max Ophüls
- Ma femme et ses enfants (Family Honeymoon) de Claude Binyon
- Le Sang de la terre (Taps Roots) de George Marshall
- Deux Nigauds toréadors (Mexican Hayride) de Charles Barton

#### 1949
- Bagdad de Charles Lamont
- La Belle Aventurière (The Gal Who Took the West) de Frederick de Cordova
- La Fille des prairies (Calamity Jane and Sam Bass) de George Sherman
- Johnny le mouchard (Johnny Stool Pigeon) de William Castle
- Une femme joue son bonheur (The Lady Gambles) de Michael Gordon

### Années 1950

#### 1950
- Pionniers de l'Australie (Sons of Matthew) de Charles Chauvel
- L'Araignée (Woman in Hiding) de Michael Gordon
- J'ai grandi en prison (Outside the Wall) de Crane Wilbur
- Égarements (The Astonished Heard) de Terence Fisher
- Le Kid du Texas (The Kid from Texas) de Kurt Neumann
- Poison blanc (Borderline) de William A. Seiter
- L'Impasse maudite (One Way Street) de Hugo Fregonese
- Placide et Zoé à New York (Ma and Pa Kettle Go to Town) de Charles Lamont
- J'étais une voleuse de Charles Lamont
- Curtain Call at Cactus Creek de Charles Lamont
- Louise (Louisa) d' Alexander Hall
- Sierra d' Alfred E. Green
- The Rocking Horse Winner d' Anthony Pelissier
- Peggy (en) de Frederick de Cordova
- Deux Nigauds légionnaires (Abbott and Costello in the Foreign Legion) de Charles Lamont
- L'Aigle du désert (The Desert Hawk) de Frederick de Cordova
- Le Bistrot du péché (South Sea Sinner) de H. Bruce Humberstone
- La Femme sans loi (Frenchie) de Louis King
- Dangereuse Mission (Wyoming Mail) de Reginald Le Borg
- Madeleine de David Lean
- Reportage fatal (Shakedown) de Joseph Pevney
- Le vagabond et les lutins (Saddle Tramp) de Hugo Fregonese
- La Fille des boucaniers (Buccaneer's Girl) de Frederick de Cordova
- Harvey de Henry Koster
- Sur le territoire des Comanches (Comanche territory) de George Sherman (via Universal International Pictures)
- Winchester '73 d'Anthony Mann
- Prelude to Fame de Fergus McDonell
- Francis, le mulet qui parle (Francis) d'Arthur Lubin
- Kansas en feu (Kansas Raiders) de Ray Enright
- Dans l'ombre de San Francisco (Woman on the Run) de Norman Foster
- The Sleeping City de George Sherman
- Les flics ne pleurent pas (Undercover Girl) de Joseph Pevney
- The Milkman de Charles Barton
- Le Déporté (Deported) de Robert Siodmak
- Chasse aux espions (Spy hunt) de George Sherman

#### 1951
- La nuit commence à l'aube (Morning Departure) de Roy Ward Baker
- Le Sous-marin mystérieux (Mystery Submarine) de Douglas Sirk
- L'Aimant (The Magnet) de Charles Frend
- Raid secret (Target Unknown) de George Sherman
- Deux G.I. en vadrouille (Up Front) d'Alexander Hall
- Deux Nigauds contre l'homme invisible (Abbott and Costello Meet the Invisible Man) de Charles Lamont
- Cadets de l'air (Air Cadet) de Joseph Pevney
- Le Château de la terreur (The Strange Door) de Joseph Pevney
- Deux Nigauds chez les barbus (Comin' Round the Mountain) de Charles Lamont
- Les Frères Barberousse (Flame of Araby) de Charles Lamont
- Eve paie sa dette (The Lady Pays Off) de Douglas Sirk
- Nuit de noces mouvementée (The Groom Wore Spurs) de Richard Whorf
- Le Signe des renégats (Mark of the Renegade) de Hugo Fregonese
- Tempête sur la colline (Thunder on the hill) de Douglas Sirk
- Tomahawk de George Sherman
- La Princesse de Samarcande (The Golden Horde) de George Sherman

#### 1952
- Les Affameurs d'Anthony Mann
- À l'abordage (Against all flags) de George Sherman
- Ça pousse sur les arbres (It grows on trees) d'Arthur Lubin
- Deux Nigauds en Alaska (Lost in Alaska) de Jean Yarbrough
- Le Mystère du château noir (The Black Castle) de Nathan Juran
- Passage interdit (Untamed Frontier) de Hugo Fregonese
- Quand tu me souris (Meet Danny Wilson) de Joseph Pevney
- Une fille à bagarres (Scarlet Angel) de Sidney Salkow

#### 1953
- À l'assaut du Fort Clark (War arrow) de George Sherman
- Désir de femme (All I Desire) de Douglas Sirk
- La Belle Rousse du Wyoming (The Redhead from Wyoming) de Lee Sholem
- Romance inachevée (The Glenn Miller Story) d'Anthony Mann
- Le Météore de la nuit (It Came from Outer Space) de Jack Arnold
- Deux Nigauds chez Vénus (Abbott and Costello Go to Mars) de Charles Lamont
- Deux Nigauds contre le Dr Jekyll et Mr Hyde (Abbott and Costello Meet Dr. Jekyll and Mr. Hyde) de Charles Lamont

#### 1954
- Les Bolides de l'enfer (Johnny Dark) de George Sherman
- La Brigade héroïque (Saskatchewan) de Raoul Walsh
- L'Étrange Créature du lac noir (The Creature from the Black Lagoon) de Jack Arnold
- Fille de plaisir (Playgirl) de Joseph Pevney
- Les Rebelles (Border River) de George Sherman
- Le Secret magnifique (Magnificent Obsession) de Douglas Sirk
- Le Signe du païen (Sign of the Pagan) de Douglas Sirk
- Taza, fils de Cochise (Taza, Son of Cochise) de Douglas Sirk

#### 1955
- Capitaine Mystère (Captain Lightfoot) de Douglas Sirk
- Le Culte du cobra (Cult of the Cobra) de Francis D. Lyon
- L'Enfer des hommes (To Hell and Back) de Jesse Hibbs
- Madame de Coventry (Lady Govina) d'Arthur Lubin
- La Muraille d'or (Foxfire) de Joseph Pevney
- Son seul amour (One Desire) de Jerry Hopper
- Tarantula ! de Jack Arnold
- Tout ce que le ciel permet (All That Heaven Allows) de Douglas Sirk
- Deux Nigauds et la momie (Abbott and Costello Meet the Mummy) de Charles Lamont

#### 1956
- Demain est un autre jour (There's Always Tomorrow) de Douglas Sirk
- Écrit sur du vent (Written on the Wind) de Douglas Sirk
- Intrigue au Congo (Congo Crossing) de Joseph Pevney
- Le Peuple de l'enfer (The Mole people) de Virgil W. Vogel
- I've Lived Before de Richard Bartlett (en)
- L'Enquête de l'inspecteur Graham (The Unguarded Moment) de Harry Keller

#### 1957
- Les Ailes de l'espérance (Battle Hymn) de Douglas Sirk
- Les Amants de Salzbourg (Interlude) de Douglas Sirk
- L'Homme aux mille visages (Man of a Thousand Faces) de Joseph Pevney
- Mon homme Godfrey (My man Godfrey) de Henry Koster

#### 1958
- Madame et son pilote (The Lady Takes a Flyer) de Jack Arnold
- La Ronde de l'aube (The Tarnished Angels) de Douglas Sirk
- La Soif du mal (A Touch of Evil) d'Orson Welles
- Le Temps d'aimer et le Temps de mourir (A Time to Love and a Time to Die) de Douglas Sirk

#### 1959
- Confidences sur l'oreiller (Pillow Talk) de Michael Gordon
- Mirage de la vie (Imitation of Life) de Douglas Sirk

### Années 1960

#### 1960
- Piège à minuit (Midnight Lace) de David Miller
- Spartacus de Stanley Kubrick

#### 1961
- Un pyjama pour deux (Lover Come Back) de Delbert Mann

#### 1962
- Du silence et des ombres (To Kill a Mockingbird) de Robert Mulligan
- Les Nerfs à vif (Cape Fear) de J. Lee Thompson

#### 1963
- Charade de Stanley Donen
- Les Oiseaux (The Birds) d'Alfred Hitchcock
- Le Piment de la vie (The Thrill of It All) de Norman Jewison

#### 1964
- Ne m'envoyez pas de fleurs (Send Me No Flowers) de Norman Jewison
- Pas de printemps pour Marnie (Marnie) d'Alfred Hitchcock

#### 1965
- Les Yeux bandés (Blindfold) de Philip Dunne
- Le Seigneur de la guerre (The War Lord) de Franklin Schaffner
- Chambre à part (That Funny Feeling) de Richard Thorpe
- Love and Kisses d'Ozzie Nelson
- Le Coup de l'oreiller (A Very Special Favor) de Michael Gordon
- McHale's Navy Joins the Air Force d'Edward Montagne
- Gare à la peinture (The Art of Love) de Norman Jewison
- Le Fauve est déchaîné (Fluffy) d'Earl Bellamy
- Les Prairies de l'honneur (Shenandoah) d'Andrew V. McLaglen
- Mirage d'Edward Dmytryk
- Graine sauvage (Wild Seed) de Brian G. Hutton
- Les exploits d'Ali Baba (The Sword of Ali Baba) de Virgil W. Vogel
- Fièvre sur la ville (Bus Riley's Back in Town) de Harvey Hart
- Étranges compagnons de lit (Strange Bedfellows) de Melvin Frank

#### 1966
- Un hold-up extraordinaire (Gambit) de Ronald Neame
- Commando des ténèbres (The Young Warriors) de John Peyser
- Texas, nous voilà (Texas Across the River) de Michael Gordon
- L'Homme de la Sierra (The Appaloosa) de Sidney J. Furie
- Beau Geste le baroudeur (Beau Geste) de Douglas Heyes
- Les fusils du Far-West (The Plainsman) de David Lowell Rich
- Les filles et comment s'en sortir (The Pad and How to Use It) de Brian G. Hutton
- Le Rideau déchiré (Torn Curtain) d'Alfred Hitchcock
- Munster, Go Home! d'Earl Bellamy
- And Now Miguel de James B. Clark
- Out of Sight de Lennie Weinrib
- D pour danger (A Man Could Get Killed) de Ronald Neame et Cliff Owen
- La parole est au colt (Gunpoint) d'Earl Bellamy
- Sans foi, ni loi (Incident at Phantom Hill) d'Earl Bellamy
- Madame X de David Lowell Rich
- Rancho Bravo (The Rare breed) d'Andrew V. McLaglen
- The Ghost and Mr Chicken d'Alan Rafkin
- Le Mur des espions (Agent for H.A.R.M.) de Gerd Oswald
- Wild Wild Winter de Lennie Weinrib

#### 1967
- Qu'arrivera-t-il après ? (I'll Never Forget What's'isname) de Michael Winner
- Les Riches Familles (Rosie!) de David Lowell Rich
- L'Héritière de Singapour (Pretty Polly) de Guy Green
- Le Diable à trois (Games) de Curtis Harrington
- The Perils of Pauline de Joshua Shelley
- Le Pirate du roi (The King's Pirate) de Don Weis
- Violence à Jericho (Rough Night in Jericho) d'Arnold Laven
- Banning de Ron Winston
- The Reluctant Astronaut d'Edward J. Montagne Jr.
- Le Ranch de l'injustice (The Ballad of Josie) d'Andrew V. McLaglen
- La Caravane de feu (The War Wagon) de Burt Kennedy
- La Symphonie des héros (Counterpoint) de Ralph Nelson
- Les Détrousseurs (Ride to Hangman's Tree) d'Alan Rafkin
- Le Scandale de Claude Chabrol
- Millie (Thoroughly Modern Millie) de George Roy Hill
- Tobrouk, commando pour l'enfer (Tobruk) d'Arthur Hiller
- Le Shérif aux poings nus (Gunfight in Abilene) de William Hale
- The Far Out West de Joe Connelly

#### 1968
- Nobody's Perfect d'Alan Rafkin
- Syndicat du meurtre (P.J.) de John Guillermin
- Évasion sur commande (The Secret War of Harry Frigg) de Jack Smight
- L'Odyssée d'un sergent (Sergeant Ryker) de Buzz Kulik
- Un colt nommé Gannon (A Man called Gannon) de James Goldstone
- Police sur la ville (Madigan) de Don Siegel
- La Brigade des cow-boys (Journey to Shiloh) de William Hale
- Le gang du dimanche (Don't Just Stand There) de Ron Winston
- Les Complices (Jigsaw) de James Goldstone
- Un détective à la dynamite (A Lovely Way to die) de David Lowell Rich
- L'Intrus magnifique (What's So Bad About Feeling Good ?) de George Seaton
- Boom (Boom!) de Joseph Losey
- Three Guns for Texas d'Earl Bellamy, David Lowell Rich et Paul Stanley
- The Shakiest Gun in the West d'Alan Rafkin
- Did You Hear the One About the Traveling Saleslady ? de Don Weis
- En pays ennemi (In Enemy Country) de Harry Keller
- Tous les héros sont morts (The Hell with Heroes) de Joseph Sargent
- Un cri dans l'ombre (House of Cards) de John Guillermin
- Un shérif à New York (Coogan's Bluff) de Don Siegel
- Cérémonie secrète (Secret Ceremony) de Joseph Losey
- Les Feux de l'enfer (Hellfighters) d'Andrew V. McLaglen
- Isadora de Karel Reisz

#### 1969
- L'Étau (Topaz) d'Alfred Hitchcock
- Willie Boy (Tell Them Willie Boy Is Here) d'Abraham Polonsky
- L'habit ne fait pas la femme (Change of Habit) de William A. Graham
- The Love God ? de Nat Hiken
- L'Homme perdu (The Lost Man) de Robert Alan Aurthur
- Backtrack! d'Earl Bellamy
- Virages (Winning) de James Goldstone
- Une poignée de plombs (Death of a Gunfighter) de Don Siegel et Robert Totten
- Angel in My Pocket d'Alan Rafkin
- Sweet Charity de Bob Fosse
- A Day with the Boys de Clu Gulager

### Années 1970

#### 1970
- Airport de George Seaton
- Portrait d'une enfant déchue (Puzzle of a Downfall Child) de Jerry Schatzberg
- Sierra torride (Two Mules for Sister Sara) de Don Siegel
- Le Cerveau d'acier (Colossus: The Forbin Project) de Joseph Sargent
- L'Histoire d'une femme (Story of a Woman) de Leonardo Bercovici
- Une certaine façon d'aimer (I Love my wife) de Mel Stuart
- Le Clan des irréductibles (Sometimes a Great Notion) de Paul Newman
- Dreams of Glass de Robert Clouse
- The Cockeyed Cowboys of Calico County de Tony Leader et Ranald MacDougall
- Skullduggery de Gordon Douglas
- Pufnstuf d'Hollingsworth Morse
- Journal intime d'une femme mariée (Diary of a Mad Housewife) de Frank Perry
- Acte du cœur (the Act of the Heart) de Paul Almond
- A Nun at the Crossroads de Julio Buchs
- La Fiancée du pirate de Nelly Kaplan

#### 1971
- Le Mystère Andromède (The Andromeda Strain) de Robert Wise
- Le Cinquième Commando (Raid on Rommel) de Henry Hathaway
- Le Dernier Train pour Frisco (One More Train to Rob) d'Andrew V. McLaglen
- Le Rivage oublié (They Might Be Giants) d'Anthony Harvey
- How to Frame a Figg d'Alan Rafkin
- Macadam à deux voies (Two-Lane Blacktop) de Monte Hellman
- L'Homme sans frontière (The Hired Hand) de Peter Fonda
- Un frisson dans la nuit (Play Misty for Me) de Clint Eastwood
- Ainsi va l'amour (Minnie and Moskowitz) de John Cassavetes
- Taking Off de Miloš Forman
- Les Proies (The Beguiled) de Don Siegel
- Red Sky at Morning de James Goldstone
- The Last Movie de Dennis Hopper
- Quand siffle la dernière balle (Shoot Out) de Henry Hathaway
- Les Enfants du rail (The Railway Children) de Lionel Jeffries

#### 1972
- Marie Stuart, Reine d'Écosse (Mary, Queen of Scots) de Charles Jarrott
- Silent Running de Douglas Trumbull
- Abattoir 5 (Slaughterhouse-Five) de George Roy Hill
- La Légende de Jesse James (The Great Northfield Minnesota Raid) de Philip Kaufman
- Frenzy d'Alfred Hitchcock
- Requiem pour un espion (The Groundstar Conspiracy) de Lamont Johnson
- Joe Kidd de John Sturges
- The Ra Expeditions de Thor Heyerdahl et Lennart Ehrenborg
- Les Sévices de Dracula (Twins of Evil) de John Hough
- La Fille de Jack l'Éventreur (Hands of the Ripper) de Peter Sasdy
- You'll Like My Mother de Lamont Johnson
- Play It As It Lays de Frank Perry
- Fureur apache (Ulzana's Raid) de Robert Aldrich
- Limbo de Mark Robson
- Peter et Tillie (Pete 'n' Tillie) de Martin Ritt
- Trick Baby de Larry Yust
- Sentimentalement vôtre (Follow Me!) de Carol Reed

#### 1973
- SSSSnake (Sssssss) de Bernard L. Kowalsky
- L'Arnaque (The Sting) de George Roy Hill
- Brève Rencontre à Paris (Two People) de Robert Wise
- L'Homme des hautes plaines (High Plains Drifter) de Clint Eastwood
- The Naked Ape de Donald Driver
- American Graffiti de George Lucas
- Jesus Christ Superstar de Norman Jewison
- Tuez Charley Varrick ! (Charley Varrick) de Don Siegel
- Opération Hong Kong (That Man Bolt) de Henry Levin et David Lowell Rich
- Duel dans la poussière (Showdown) de George Seaton
- Le Chacal (The Day of the Jackal) de Fred Zinnemann
- Guns of a Stranger de Robert Hinkle
- La Malédiction du loup-garou (The Boy Who Cried Werewolf) de Nathan Juran
- Don Angelo est mort (The Don Is Dead) de Richard Fleischer
- Breezy de Clint Eastwood

#### 1974
- Willie Dynamite de Gilbert Moses
- Le flic se rebiffe (The Midnight Man) de Roland Kibbee et Burt Lancaster
- Tremblement de terre (Earthquake) de Mark Robson
- Contre une poignée de diamants (The Black Windmill) de Don Siegel
- Newman's Law de Richard T. Heffron
- Sugarland Express (The Sugarland Express) de Steven Spielberg
- La Fille de la rue Petrovka (The Girl from Petrovka) de Robert Ellis Miller
- Spéciale Première (Front Page) de Billy Wilder
- 747 en péril (Airport 75) de Jack Smight

#### 1975
- Les Dents de la mer (Jaws) de Steven Spielberg
- La Kermesse des aigles (The Great Waldo Pepper) de George Roy Hill
- Sidecar Racers d'Earl Bellamy
- La Sanction (The Eiger Sanction) de Clint Eastwood
- Un Jour, Une Vie (The Other Side of the Mountain) de Larry Peerce
- L'Odyssée du Hindenburg (The Hindenburg) de Robert Wise

#### 1976
- Jim, the World's Greatest de Don Coscarelli et Craig Mitchell
- Gable et Lombard (Gable and Lombard) de Sidney J. Furie
- WC Fields et Moi (W.C. Fields and Me) d'Arthur Hiller
- Complot de famille (Family Plot) d'Alfred Hitchcock
- Mustang Country de John C. Champion
- The Bawdy Adventures of Tom Jones de Cliff Owen
- La Bataille de Midway (Midway) de Jack Smight
- Bingo (The Bingo Long Traveling All-Stars & Motor Kings) de John Badham
- Le Pirate des Caraïbes (Swashbuckler) de James Goldstone
- Car Wash de Michael Schultz
- Sherlock Holmes attaque l'Orient-Express (The Seven-Per-Cent Solution) de Herbert Ross
- Un tueur dans la foule (Two-Minute Warning) de Larry Peerce

#### 1977
- La Sentinelle des maudits (The Sentinel) de Michael Winner
- La Castagne (Slap Shot) de George Roy Hill
- Les Naufragés du 747 (Airport 77) de Jerry Jameson
- Enfer mécanique (The Car) d'Elliot Silverstein
- Cours après moi shérif (Smokey and the Bandit) de Hal Needham
- Checkered Flag or Crash d'Alan Gibson
- Le Toboggan de la mort (Rollercoaster) de James Goldstone
- Le Convoi de la peur (Sorcerer) de William Friedkin
- MacArthur, le général rebelle  (MacArthur) de Joseph Sargent
- Mon « Beau » légionnaire (The Last Remake of Beau Geste) de Marty Feldman
- September 30, 1955 de James Bridges
- Which Way is Up? de Michael Schultz
- Héros (Heroes) de Jeremy Kagan

#### 1978
- Un Jour, Une Vie deuxième partie (The Other Side of the Mountain Part Two) de Larry Peerce
- Sauvez le Neptune (Gray Lady Down) de David Greene
- Appelez-Moi Docteur (House Calls) d'Howard Zieff
- Modulation de fréquence (FM) de John A. Alonzo
- Crazy Day de Robert Zemeckis
- L'Empire du Grec (The Greek Tycoon) de J. Lee Thompson
- Nunzio de Paul Williams
- Les Dents de la mer 2 (Jaws 2) de Jeannot Szwarc
- American College (National Lampoon's Animal House) de John Landis
- Almost Summer de Martin Davidson
- La Grande Triche (The Big Fix) de Jeremy Kagan
- The Wiz de Sidney Lumet
- Caravane de James Fargo
- Même heure, l'année prochaine (Same Time, Next Year) de Robert Mulligan
- Voyage au bout de l'enfer (The Deer Hunter) de Michael Cimino

#### 1979
- Le Prisonnier de Zenda (The Prisoner of Zenda) de Richard Quine
- Fast Charlie... the Moonbeam Rider de Steve Carver
- Walk Proud de Robert L. Collins
- American Graffiti, la suite (More American Graffiti) de Bill L. Norton
- La Vie privée d'un sénateur (The Seduction of Joe Tynan) de Jerry Schatzberg
- Le Vainqueur (Running) de Steven Hilliard Stern
- Un vrai schnock (The Jerk) de Carl Reiner
- 1941 de Steven Spielberg
- Beyond the Reef de Frank C. Clarke
- Le Cavalier électrique (The Electric Horseman) de Sydney Pollack
- Airport 80 Concorde (The Concorde... Airport 80) de David Lowell Rich
- Dracula de John Badham
- Buck Rogers au 25e siècle (Buck Rogers in the 25th Century) de Daniel Haller

### Années 1980

#### 1980
- The Blues Brothers de John Landis

#### 1981
- Bustin' Loose d'Oz Scott
- Cattle Annie and Little Britches de Lamont Johnson
- Continental Divide de Michael Apted
- Le Fantôme de Milburn (Ghost Story) de John Irvin
- Les Faucons de la nuit (Nighthawks) de Bruce Malmuth
- Halloween 2 de Rick Rosenthal
- Heartbeeps d'Allan Arkush
- La Femme qui rétrécit (The Incredible Shrinking Woman) de Joel Schumacher
- La Maison du lac (On Golden Pond) de Mark Rydell
- The Making of 'An American Werewolf in London' (Documentaire) de Mark Schneider
- Massacres dans le train fantôme (The Funhouse) de Tobe Hooper
- Les Quatre Saisons (The Four Seasons) d'Alan Alda
- Raggedy Man de Jack Fisk
- La Vie en mauve (All Night Long) de Jean-Claude Tramont
- Zoot Suit de Luis Valdez

#### 1982
- Ça chauffe au lycée Ridgemont (Fast Times at Ridgemont High) d'Amy Heckerling
- Les cadavres ne portent pas de costard (Dead Men Don't Wear Plaid) de Carl Reiner
- Coming Soon (en) (Film sorti directement en vidéo) de John Landis
- Conan le Barbare (Conan the Barbarian) de John Milius
- Death Valley de Dick Richards
- La Dernière Danse (Six Weeks) de Tony Bill
- Épouvante sur New York (Q) de Larry Cohen
- E.T., l'extra-terrestre (E.T.: The Extra-Terrestrial) de Steven Spielberg
- E.T. and Friends: Magical Movie Visitors (documentaire) de Malcolm Leo (en) et Andrew Solt
- La Féline (Cat People) de Paul Schrader
- Halloween 3 : Le Sang du sorcier (Halloween III: Season of the Witch) de Tommy Lee Wallace
- Police frontière (The Border) de Tony Richardson
- Missing de Costa-Gavras
- The Thing de John Carpenter

#### 1983
- The Crimson Permanent Assurance de Terry Gilliam
- Marjorie (Cross Creek) de Martin Ritt
- D.C. Cab de Joel Schumacher
- Les Dents de la mer 3D (Jaws 3-D) de Joe Alves
- En plein cauchemar (Nightmares) de Joseph Sargent
- Going Berserk de David Steinberg
- Lady Revanche de Peter Sasdy
- Monty Python : Le Sens de la vie (The Meaning of Life) de Terry Jones et Terry Gilliam
- The Pirates of Penzance de Wilford Leach
- Private School de Noel Black
- Psychose 2 (Psycho II) de Richard Franklin
- Scarface de Brian De Palma
- Smokey and the Bandit Part 3 de Dick Lowry
- L'Arnaque 2 (The Sting II) de Jeremy Kagan
- Stroker Ace de Hal Needham
- Un flic aux trousses (Eddie Macon's Run) de Jeff Kanew
- Vidéodrome de David Cronenberg

#### 1984
- Firestarter (Charlie) (Firestarter) de Mark L. Lester
- Cloak and Dagger de Richard Franklin
- Crackers de Louis Malle
- Hard to Hold de Larry Peerce
- Iceman de Fred Schepisi
- Manhattan Solo (The Lonely Guy) d'Arthur Hiller
- La Rivière (The River) de Mark Rydell
- Les Rues de feu (Streets of Fire) de Walter Hill
- Seize Bougies pour Sam (Sixteen Candles) de John Hughes
- Solo pour deux (All of Me) de Carl Reiner
- Starfighter (The Last Starfighter) de Nick Castle
- Tom Sawyer
- Attention délires ! (The Wild Life) d'Art Linson

#### 1985
- Breakfast Club (The Breakfast Club) de John Hughes
- Comment claquer un million de dollars par jour (Brewster's Millions) de Walter Hill
- Creator d'Ivan Passer
- Fletch aux trousses (Fletch) de Michael Ritchie
- Gotcha! de Jeff Kanew
- Legend de Ridley Scott
- Mask de Peter Bogdanovich
- Out of Africa : Souvenirs d'Afrique (Out of Africa) de Sydney Pollack
- Retour vers le futur (Back to the Future) de Robert Zemeckis
- Série noire pour une nuit blanche (Into the Night) de John Landis
- Le Justicier de Miami (Stick) de Burt Reynolds
- Une créature de rêve (Weird Science) de John Hughes

#### 1986
- Fievel et le Nouveau Monde (An American Tail) de Don Bluth
- Goodnight Mother ('night, Mother) de Tom Moore
- Howard... une nouvelle race de héros (Howard the Duck) de Willard Huyck
- Psychose 3 (Psycho III) d'Anthony Perkins
- L'Affaire Chelsea Deardon (Legal Eagles) d'Ivan Reitman
- Sweet Liberty d'Alan Alda
- Une baraque à tout casser (The Money Pit) de Richard Benjamin
- La Dernière Passe (The Best of Times) de Roger Spottiswoode

#### 1987
- La Fête à tout prix (The Allnighter) de Tamar Simon Hoffs
- Bigfoot et les Henderson (Harry and the Hendersons) de William Dear
- Cheeseburger film sandwich (Amazon Women on the Moon) de Joe Dante, Carl Gottlieb, Peter Horton, John Landis et Robert K. Weiss
- Cross My Heart de Armyan Bernstein
- Cry Freedom : Le Cri de la liberté (Cry Freedom) de Richard Attenborough
- Les Dents de la mer 4 : La Revanche (Jaws: The Revenge) de Joseph Sargent
- Dragnet de Tom Mankiewicz
- Miracle sur la 8e rue (*batteries not included) de Matthew Robbins
- Prince des ténèbres (Prince of Darkness) de John Carpenter
- Le Secret de mon succès (The Secret of My Succe$s) de Herbert Ross
- Trois Heures, l'heure du crime (Three O'Clock High) de Phil Joanou
- Ultime Épreuve (North Shore) de William Phelps

#### 1988
- Casual Sex? de Geneviève Robert
- La Dernière Tentation du Christ (The Last Temptation of Christ) de Martin Scorsese
- L'Emprise des ténèbres (The Serpent and the Rainbow) de Wes Craven
- Gorilles dans la brume (Gorillas in the Mist: The Story of Dian Fossey) de Michael Apted
- Jumeaux (Twins) d'Ivan Reitman
- Milagro (The Milagro Beanfield War) de Robert Redford
- Missing Link de Carol Hughes et David Hughes
- Le Petit Dinosaure et la Vallée des merveilles (The Land Before Time) de Don Bluth
- Pleine Lune sur Parador (Moon Over Parador) de Paul Mazursky
- Midnight Run de Martin Brest
- Phantasm 2 de Don Coscarelli
- Tranquille est le fleuve (The Great Outdoors) d'Howard Deutch

#### 1989
- Autant en emporte Fletch ! (Fletch Lives) de Michael Ritchie
- Chien de flic (K-9) de Rod Daniel
- L'Enfant génial (The Wizard) de Todd Holland
- High Desert Kill (en) (Téléfilm) de Harry Falk
- The Hollywood Detective (Téléfilm) de Kevin Connor
- Mélodie pour un meurtre (Sea of Love) de Harold Becker
- Portrait craché d'une famille modèle (Parenthood) de Ron Howard
- Retour vers le futur 2 (Back to the Future Part II) de Robert Zemeckis
- L'Oncle Buck (Uncle Buck) de John Hughes
- Une journée de fous (The Dream Team) d'Howard Zieff4

### Années 1990

#### 1990
- Chucky, la poupée de sang (Child's Play 2) de John Lafia
- Comme un oiseau sur la branche (Bird on a Wire) de John Badham
- Cry-Baby de John Waters
- Darkman de Sam Raimi
- La Fièvre d'aimer (White Palace) de Luis Mandoki
- The Green Hornet (Film sorti directement en vidéo) de Ford Beebe
- Havana de Sydney Pollack
- Junior le terrible (Problem Child) de Dennis Dugan
- Mo' Better Blues de Spike Lee
- La Nurse (The Guardian) de William Friedkin
- Papa est un fantôme (Ghost Dad) de Sidney Poitier
- Retour vers le futur 3 (Back to the Future Part III) de Robert Zemeckis
- Tremors de Ron Underwood
- Un flic à la maternelle (Kindergarten Cop) d'Ivan Reitman
- Who Will Sing the Songs? de William Douglas Lansford

#### 1991
- Back to the Future: The Ride de Bob Gale
- Backdraft de Ron Howard
- Beignets de tomates vertes (Fried Green Tomatoes) de Jon Avnet
- Chucky 3 (Child's Play 3) de Jack Bender
- Ce cher intrus (Once Around) de Lasse Hallström
- Danger public (Pure Luck) de Nadia Tass
- Fievel au Far West (An American Tail: Fievel Goes West) de Phil Nibbelink et Simon Wells
- Jungle Fever de Spike Lee
- King Ralph de David S. Ward
- La Manière forte (The Hard Way) de John Badham
- Les Indomptés (Mobsters) de Michael Karbelnikoff
- Le Sous-sol de la peur (The People Under the Stairs) de Wes Craven
- Un baiser avant de mourir (A Kiss Before Dying) de James Dearden
- Un cri du cœur (Shout) de Jeffrey Hornaday
- Une place à prendre (Career Opportunities) de Bryan Gordon

#### 1992
- Arrête ou ma mère va tirer ! (Stop! Or My Mom Will Shoot) de Roger Spottiswoode
- Babe, le bambino (The Babe) d'Arthur Hiller
- Beethoven de Brian Levant
- Chavez Ravine de Norberto Barba (Court métrage)
- Evil Dead 3 : L'Armée des Ténèbres (Army of Darkness) de Sam Raimi
- Les Experts (Sneakers) de Phil Alden Robinson
- Fais comme chez toi ! (HouseSitter) de Frank Oz
- Horizons lointains (Far and Away) de Ron Howard
- Kuffs de Bruce A. Evans
- En quête de liberté (Leaving Normal) d'Edward Zwick
- Lorenzo (Lorenzo's Oil) de George Miller
- Mr. Baseball (Mr. Baseball) de Fred Schepisi
- La mort vous va si bien (Death Becomes Her) de Robert Zemeckis
- L'Œil public (The Public Eye) d'Howard Franklin
- Les Pilleurs (Trespass) de Walter Hill
- Sans rémission (American Me) d'Edward James Olmos
- Le Temps d'un week-end (Scent of a Woman) de Martin Brest

#### 1993
- Au nom du père (In the Name of the Father) de Jim Sheridan
- Beethoven 2 (Beethoven's 2nd) de Rod Daniel
- CB4 de Tamra Davis
- Chasse à l'homme (Hard Target) de John Woo
- Le Concierge du Bradbury (For Love or Money) de Barry Sonnenfeld
- Dragon, l'histoire de Bruce Lee (Dragon: The Bruce Lee Story) de Rob Cohen
- Drôles de fantômes (Heart and Souls) de Ron Underwood
- L'Impasse (Carlito's Way) de Brian De Palma
- Jurassic Park de Steven Spielberg
- King of the Hill de Steven Soderbergh
- La Liste de Schindler (Schindler's List) de Steven Spielberg
- Mad Dog and Glory de John McNaughton
- Panic sur Florida Beach (Matinee) de Joe Dante
- Un flic et demi (Cop and ½) de Henry Winkler

#### 1994
- Les Chenapans (The Little Rascals) de Penelope Spheeris
- Crooklyn de Spike Lee
- Deux cow-boys à New York (The Cowboy Way) de Gregg Champion
- Génération 90 (Reality Bites) de Ben Stiller
- Guet-apens (The Getaway) de Roger Donaldson
- La Famille Pierrafeu (The Flintstones) de Brian Levant
- Le Journal (The Paper) de Ron Howard
- Junior d'Ivan Reitman
- La Rivière sauvage (The River Wild) de Curtis Hanson
- The Shadow de Russell Mulcahy
- Timecop de Peter Hyams

#### 1995
- The Adventures of Timmy the Tooth: An Eye for a Tooth de James Murray (Film sorti directement en vidéo)
- The Adventures of Timmy the Tooth: Big Mouth Gulch de Rick Locke (Film sorti directement en vidéo)
- The Adventures of Timmy the Tooth: Lost My Brush de James Murray (Film sorti directement en vidéo)
- The Adventures of Timmy the Tooth: Malibu Timmy de ? (Film sorti directement en vidéo)
- The Adventures of Timmy the Tooth: Molar Island de James Murray (Film sorti directement en vidéo)
- The Adventures of Timmy the Tooth: Rainy Day Adventure de ? (Film sorti directement en vidéo)
- The Adventures of Timmy the Tooth: Timmy in Space de ? (Film sorti directement en vidéo)
- Apollo 13 de Ron Howard
- L'Armée des douze singes (Twelve Monkeys) de Terry Gilliam
- Babe, le cochon devenu berger (Babe, the Galant Pig) de Chris Noonan
- Balto chien-loup, héros des neiges (Balto) de Simon Wells
- Billy Madison de Tamra Davis
- Casino de Martin Scorsese
- Casper de Brad Silberling
- Le Cavalier du Diable (Tales from the Crypt: Demon Knight) d'Ernest R. Dickersonet Gilbert Adler (en)
- Clockers de Spike Lee
- La Cure (The Cure) de Peter Horton
- Extravagances (To Wong Foo Thanks for Everything, Julie Newmar) de Beeban Kidron
- Major Payne de Nick Castle
- Mort subite (Sudden Death) de Peter Hyams
- Patchwork de la vie (How to Make an American Quilt) de Jocelyn Moorhouse
- Le Président et Miss Wade (The American President) de Rob Reiner
- La Proie (The Hunted) de J. F. Lawton
- Le Secret de Bear Mountain (Gold Diggers: The Secret of Bear Mountain) de Kevin James Dobson
- Le Village des damnés (Village of the Damned) de John Carpenter
- Waterworld de Kevin Reynolds et Kevin Costner
- Your Studio and You de Trey Parker (court métrage)

#### 1996
- À l'épreuve des balles (Bulletproof) d'Ernest R. Dickerson
- The Adventures of Timmy the Tooth: The Brush in the Stone de ? (Film sorti directement en vidéo)
- The Battle of Brazil: A Video History de ? (Film sorti directement en vidéo)
- Cœur de dragon (Dragonheart) de Rob Cohen
- Daylight de Rob Cohen
- Ed de Bill Couturié
- Fantômes contre fantômes (The Frighteners) de Peter Jackson
- Fear de James Foley
- Flipper d'Alan Shapiro
- Grace of My Heart d'Allison Anders
- Le Grand Tournoi (The Quest) de Jean-Claude Van Damme
- L'Héritage de la haine (The Chamber) de James Foley
- Le Pire contre-attaque (Mystery Science Theater 3000: The Movie) de Jim Mallon
- Le Professeur foldingue (The Nutty Professor) de Tom Shadyac
- Réactions en chaîne (The Trigger Effect) de David Koepp
- La Reine des vampires (Bordello of Blood) de Gilbert Adler (en)
- Schizopolis de Steven Soderbergh
- Sergent Bilko (Sgt. Bilko) de Jonathan Lynn
- Terminagolf (Happy Gilmore) de Dennis Dugan
- Tremors 2 : Les Dents de la Terre (Tremors II: Aftershocks) de S. S. Wilson (Film sorti directement en vidéo)
- Twister de Jan de Bont

#### 1997
- Petit poucet l'espiègle (Leave It to Beaver) d'Andy Cadiff
- The Boxer de Jim Sheridan
- C'est ça l'amour ? (That Old Feeling) de Carl Reiner
- Commandements (Commandments) de Daniel Taplitz
- Créatures féroces (Fierce Creatures) de Fred Schepisi et Robert Young
- La Guerre des fées (A Simple Wish) de Michael Ritchie
- Menteur, menteur (Liar Liar) de Tom Shadyac
- Le Monde perdu : Jurassic Park (The Lost World: Jurassic Park) de Steven Spielberg
- Le Pic de Dante (Dante's Peak) de Roger Donaldson
- Relic (The Relic) de Peter Hyams
- Les Sexton se mettent au vert (For Richer or Poorer) de Bryan Spicer
- Bean de Mel Smith

#### 1998
- Black Dog de Kevin Hooks
- Blues Brothers 2000 de John Landis
- Code Mercury (Mercury Rising) de Harold Becker
- Contre-jour (One True Thing) de Carl Franklin
- La Fiancée de Chucky (Bride of Chucky) de Ronny Yu
- Les Fumistes (Half Baked) de Tamra Davis
- Hors d'atteinte (Out of Sight) de Steven Soderbergh
- Las Vegas Parano (Fear and Loathing in Las Vegas) de Terry Gilliam
- Primary Colors : Un candidat face à son destin de Mike Nichols
- Psycho de Gus Van Sant
- Rencontre avec Joe Black (Meet Joe Black) de Martin Brest
- Shakespeare in Love de John Madden
- Small Soldiers de Joe Dante

#### 1999
- Allô, la police ? (Dudley Do-Right) de Hugh Wilson
- American Pie de Paul Weitz et Chris Weitz
- Bone Collector (The Bone Collector) de Phillip Noyce
- Bowfinger, roi d'Hollywood (Bowfinger) de Frank Oz
- Chevauchée avec le diable (Ride with the Devil) d'Ang Lee
- Ciel d'octobre (October Sky) de Joe Johnston
- Cotton Mary d'Ismail Merchant et Madhur Jaffrey
- En direct sur Ed TV (Edtv) de Ron Howard
- La Fin des temps (End of Days) de Peter Hyams
- Hurricane Carter (The Hurricane) de Norman Jewison
- Man on the Moon de Miloš Forman
- La Momie (The Mummy) de Stephen Sommers
- La neige tombait sur les cèdres (Snow Falling on Cedars) de Scott Hicks
- Perpète (Life) de Ted Demme
- Pour l'amour du jeu (For Love of the Game) de Sam Raimi
- Rockwood de ?
- Thieves de ?

### Années 2000

#### 2000
- American Psycho de Mary Harron
- L'Étrange Histoire d'Hubert (Rat) de Steve Barron
- La Famille foldingue (Nutty Professor II: The Klumps) de Peter Segal
- Gladiator de Ridley Scott
- Il suffit d'une nuit (Up at the Villa) de Philip Haas
- Isn't She Great d'Andrew Bergman
- Les Larmes d'un homme (The Man Who Cried) de Sally Potter
- Miss Grippe-sou (Screwed) de Scott Alexander et Larry Karaszewski
- Mon beau-père et moi (Meet the Parents) de Jay Roach
- O'Brother (O Brother, Where Art Thou?) de Joel et Ethan Coen
- Les Pierrafeu à Rock Vegas (The Flintstones in Viva Rock Vegas) de Brian Levant
- Salsa de Joyce Buñuel
- The Skulls : Société secrète (The Skulls) de Rob Cohen
- U-571 de Jonathan Mostow
- The Watcher de Joe Charbanic

#### 2001
- American Pie 2 de James B. Rogers
- Beethoven 4 (Beethoven's 4th) de David M. Evans (Sortie directement en vidéo)
- Capitaine Corelli (Captain Corelli's Mandolin) de John Madden
- The Caveman's Valentine de Kasi Lemmons
- Fast and Furious (The Fast and the Furious) de Rob Cohen
- Folles de lui (Head Over Heels) de Mark Waters
- Hannibal de Ridley Scott
- Josie et les Pussycats (Josie and the Pussycats) de Harry Elfont et Deborah Kaplan
- Jurassic Park 3 de Joe Johnston
- Pursuit de ? (IMDB)
- Le Retour de la Momie (The Mummy Returns) de Stephen Sommers
- Tara de Leslie Small (Sortie directement en vidéo)
- Un homme d'exception (A Beautiful Mind) de Ron Howard

#### 2002
- 8 Mile de Curtis Hanson
- Le Pacte des loups (Brotherhood of the Wolf) de Christophe Gans (Distribution aux États-Unis)
- 40 jours et 40 nuits (40 Days and 40 Nights) de Michael Lehmann
- Apparitions (Dragonfly) de Tom Shadyac
- Blue Crush de John Stockwell
- Compte à rebours mortel (D-Tox) de Jim Gillespie
- Dragon rouge (Red Dragon) de Brett Ratner
- Empire de Franc. Reyes (en)
- Evelyn: The Cutest Evil Dead Girl de Brad Peyton (Court métrage)
- Le Gourou et les Femmes (The Guru) de Daisy von Scherler Mayer
- K-9: P.I. de Richard J. Lewis (Sortie directement en vidéo)
- La Mémoire dans la peau (The Bourne Identity) de Doug Liman
- My Little Eye de Marc Evans
- Undercover Brother : Un agent très secret (Undercover Brother) de Malcolm D. Lee
- Le Roi Scorpion (The Scorpion King) de Chuck Russell
- The Skulls 2 de Joe Chappelle (Sortie directement en vidéo)
- La Castagne 2 : Les Briseurs de glace (Slap Shot 2: Breaking the Ice) de Steve Boyum (Sortie directement en vidéo)
- La Vérité sur Charlie (The Truth About Charlie) de Jonathan Demme

#### 2003
- 2 Fast 2 Furious de John Singleton
- American Pie : Marions-les ! (American Wedding) de Jesse Dylan
- Bienvenue dans la jungle (The Rundown) de Peter Berg
- Big bo yau waak de Patrick Leung (Sortie directement en vidéo)
- Bruce tout-puissant (Bruce Almighty) de Tom Shadyac
- Le Petit Monde de Charlotte 2 (Charlotte's Web 2: Wilbur's Great Adventure) de Mario Piluso (Sortie directement en vidéo)
- Le Chat chapeauté (The Cat in the Hat) de Bo Welch
- The Fortune Teller de Tanja Mairitsch (Court métrage)
- Gabriel y Gato de Gabriel y Gato (Court métrage)
- Hitcher 2 de Louis Morneau
- Honey de Bille Woodruff
- Hulk d'Ang Lee
- Johnny English de Peter Howitt
- Love Actually de Richard Curtis
- The Lucky Ones de Loren-Paul Caplin
- La Maison des mille morts (House of 1000 Corpses) de Rob Zombie
- Master and Commander : De l'autre côté du monde (Master and Commander: The Far Side of the World) de Peter Weir
- Peter Pan de P. J. Hogan
- Pur Sang, la légende de Seabiscuit (Seabiscuit) de Gary Ross
- Shrek 4-D de Simon J. Smith
- La Vie de David Gale (The Life of David Gale) d'Alan Parker

#### 2004
- Bridget Jones : L'Âge de raison de Beeban Kidron
- American Girls 2 (Bring It On Again) de Damon Santostefano (Sortie directement en vidéo)
- The Calcium Kid d'Alex De Rakoff
- Les Chroniques de Riddick de David Twohy
- Les Chroniques de Riddick : Dark Fury de Peter Chung (Sortie directement en vidéo)
- En bonne compagnie de Paul Weitz
- Friday Night Lights de Peter Berg et Josh Pate
- Mon beau-père, mes parents et moi de Jay Roach
- La Mort dans la peau de Paul Greengrass
- Newsreels 1945, Pt. 1 du Dr. Steven Schoenherr (Documentaire sortie directement en vidéo)
- Pelé Eterno de Anibal Massaini Neto
- Van Helsing de Stephen Sommers
- Van Helsing, mission à Londres de Sharon Bridgeman (Sortie directement en vidéo)

#### 2005
- 40 ans, toujours puceau (The 40 Year Old Virgin) de Judd Apatow
- American Pie: No Limit! (American Pie Presents Band Camp) de Steve Rash (Sortie directement en vidéo)
- De l'ombre à la lumière (Cinderella Man) de Ron Howard
- L'Homme parfait (The Perfect Man) de Mark Rosman
- Jarhead : La Fin de l'innocence (Jarhead) de Sam Mendes
- Match en famille (Kicking and Screaming) de Jesse Dylan
- King Kong de Peter Jackson
- Munich de Steven Spielberg
- Nanny McPhee de Kirk Jones
- Orgueil et Préjugés (Pride and Prejudice) de Joe Wright
- La Porte des secrets (The Skeleton Key) d'Iain Softley
- Les Producteurs (The Producers) de Susan Stroman
- Serenity (film, 2005) (Serenity) de Joss Whedon
- Le Territoire des morts (Land of the Dead) de George A. Romero
- Two for the Money de D. J. Caruso

#### 2006
- Admis à tout prix (Accepted) de Steve Pink
- American Pie: String Academy (American Pie Presents: The Naked Mile) de Joe Nussbaum (en) (Sortie directement en vidéo)
- Le Dahlia noir (The Black Dahlia) de Brian De Palma
- Fast and Furious: Tokyo Drift (The Fast and the Furious: Tokyo Drift) de Justin Lin
- Les Fils de l'homme (Children of Men) d'Alfonso Cuarón
- Georges le petit curieux (Curious George) de Matthew O'Callaghan
- The Holiday de Nancy Meyers
- Inside Man : L'Homme de l'intérieur de Spike Lee
- Man of the Year de Barry Levinson
- Miami Vice : Deux flics à Miami (Miami Vice) de Michael Mann
- Mi$e à prix (Smokin' Aces) de Joe Carnahan
- Raisons d'État (The Good Shepherd) de Robert De Niro
- La Rupture (The Break-Up) de Peyton Reed
- Southland Tales de Richard Kelly
- Toi et moi... et Dupree (You, Me and Dupree) d'Anthony et Joe Russo
- Vol 93 (United 93) de Paul Greengrass

#### 2007
- Agent double (Breach) de Billy Ray
- American Gangster de Ridley Scott
- American Pie : Campus en folie (American Pie Presents: Beta House) d'Andrew Waller (Sortie directement en vidéo)
- American Girls 4 (Bring It On: In It to Win It) de Steve Rash (Sortie directement en vidéo)
- Dead Silence de James Wan
- En cloque, mode d'emploi (Knocked Up) de Judd Apatow
- Evan tout-puissant (Evan Almighty) de Tom Shadyac
- Gone de Ringan Ledwidge
- La Guerre selon Charlie Wilson (Charlie Wilson's War) de Mike Nichols
- Quand Chuck rencontre Larry (I Now Pronounce You Chuck and Larry) de Dennis Dugan
- Mère-fille, mode d'emploi (Georgia Rule) de Garry Marshall
- Le Royaume (The Kingdom) de Peter Berg
- Les Vacances de Mr Bean (Mr. Bean's Holiday) de Steve Bendelack
- La Vengeance dans la peau (The Bourne Ultimatum) de Paul Greengrass

#### 2008
- La Momie : La Tombe de L'Empereur Dragon de Rob Cohen
- The Pirates Who Don't Do Anything: A VeggieTales Movie de Mike Nawrocki
- Le Retour de Roscoe Jenkins (Welcome Home, Roscoe Jenkins) de Malcolm D. Lee
- Le Roi Scorpion 2 : Guerrier de Légende (The Scorpion King 2: Rise of a Warrior) de Russell Mulcahy (Sortie directement en vidéo)
- Un jour, peut-être (Definitely, Maybe) d'Adam Brooks
- Wanted : Choisis ton destin de Timur Bekmambetov
- Wild Child  de Nick Moore
- La Zora rouge de Peter Kahane
- Flash of Genius de Marc Abraham
- La Légende de Despereaux (The Tale of Despereaux) de Sam Fell et Robert Stevenhagen
- Rudo y Cursi de Carlos Cuarón
- Slap Shot 3: The Junior League de Richard Martin (Sorti directement en vidéo)

#### 2009
- The Dallas Buyer's Club de Craig Gillespie
- Dr. Sensitive de Tom Shadyac
- Duplicity de Tony Gilroy
- Fast and Furious 4 de Justin Lin
- Funny People de Judd Apatow
- Lost for Words de Susanne Bier
- Nottingham de Ridley Scott
- Source Code de Shane Abbess
- Jeux de pouvoir (State of Play) de Kevin Macdonald

### Années 2010

#### 2010
- Wolfman (The Wolf Man) de Joe Johnston
- Donne-moi ta main (Leap Year), d'Anand Tucker
- At the Mountains of Madness de Guillermo del Toro
- The Crusaders de Gary Ross
- Emily the Strange
- Fahrenheit 451 de Ramin Bahrani
- Flash Gordon de Breck Eisner
- Magic Kingdom for Sale de Stephen Sommers
- Nappily Ever After de Patricia Cardoso
- Moi, moche et méchant (Despicable Me) de Chris Renaud et Pierre Coffin
- Scott Pilgrim d'Edgar Wright
- Nanny McPhee et le Big Bang de Susanna White

#### 2011
- Fast and Furious 5 de Justin Lin

#### 2012
- Sécurité rapprochée de Daniel Espinosa
- American Pie 4 de Jon Hurwitz et Hayden Schlossberg
- Contrebande de Baltasar Kormákur
- Battleship de Peter Berg
- Jason Bourne : L'Héritage de Tony Gilroy
- Le Lorax de Chris Renaud et Kyle Balda
- La Vraie Vie des profs d'Emmanuel Klotz

#### 2013
- 2 Guns de Baltasar Kormákur
- American Nightmare de James DeMonaco
- Le Mariage de l'année, 10 ans après (The Best Man Holiday) de Malcolm D. Lee
- Fast and Furious 6 de Justin Lin
- Kick-Ass 2 de Jeff Wadlow
- Mama d'Andrés Muschietti
- L'Homme du Tai Chi (Man of Tai Chi) de Keanu Reeves
- Moi, moche et méchant 2 (Desplicable Me 2) de Pierre Coffin et Chris Renaud
- Oblivion de Joseph Kosinski
- R.I.P.D. : Brigade fantôme (R.I.P.D.: Rest In Peace Department) de Robert Schwentke
- We Steal Secrets: The Story of WikiLeaks d'Alex Gibney
- Le Loup de Wall Street (The Wolf of Wall Street) de Martin Scorsese

#### 2014
- Un amour sans fin (Endless Love) de Shana Feste
- Mise à l'épreuve (Ride Along) de Tim Story
- Non-Stop de Jaume Collet-Serra
- American Nightmare 2 (The Purge: Anarchy) de James DeMonaco
- Babysitting de Philippe Lacheau
- Nos pires voisins de Nicholas Stoller

#### 2015
- Cinquante Nuances de Grey de Sam Taylor-Johnson
- Jurassic World de Colin Trevorrow
- Fast and Furious 7 de James Wan
- Ted 2 de Seth MacFarlane
- Les Minions de Kyle Balda et Pierre Coffin
- Vue sur mer (By The Sea) d'Angelina Jolie
- NWA: Straight Outta Compton de F. Gary Gray
- Babysitting 2 de Nicolas Benamou et Philippe Lacheau

#### 2016
- Mise à l'épreuve 2 (Ride Along 2) de Tim Story
- Le Chasseur et la Reine des Glaces (The Huntsman: Winter's War) de Cédric Nicolas-Troyan
- Jason Bourne de Paul Greengrass
- La Grande Muraille de Zhang Yimou
- Tout le monde est fait pour l'amour de Fred Jones
- Max Steel de Stewart Hendler
- Nos pires voisins 2 de Nicholas Stoller

#### 2017
- Cinquante Nuances plus sombres de James Foley
- Fast and Furious 8 de F. Gary Gray
- La Momie (The Mummy) d'Alex Kurtzman
- Moi, moche et méchant 3 (Despicable Me 3) de Kyle Balda, Pierre Coffin et Éric Guillon
- Get Out de Jordan Peele
- Happy Birthdead de Christopher B. Landon
- Atomic Blonde de David Leitch
- Barry Seal: American Traffic (American Made) de Doug Liman

#### 2018
- BlacKkKlansman : J'ai infiltré le Ku Klux Klan de Spike Lee
- Cinquante Nuances plus claires de James Foley
- Jurassic World: Fallen Kingdom de Juan Antonio Bayona
- Halloween de David Gordon Green
- American Nightmare 4 : Les Origines (The First Purge) de Gerard McMurray
- Mamma Mia! Here We Go Again d'Ol Parker
- Pacific Rim: Uprising de Steven S. DeKnight
- Johnny English contre-attaque de David Kerr
- Mortal Engines de Christian Rivers
- Action ou Vérité de Jeff Wadlow
- Say No To Argues de Enis Lika

#### 2019
- Fast and Furious: Hobbs and Shaw de David Leitch
- Last Christmas de Paul Feig

### Années 2020

#### 2020
- Le Voyage du Docteur Dolittle de Stephen Gaghan

#### 2021
- Fast and Furious 9 de Justin Lin

#### 2022
- Les Minions 2 : Il était une fois Gru de Kyle Balda

#### 2023
- Crazy Bear d'Elizabeth Banks
- Super Mario Bros., le film d'Aaron Horvath et Michael Jelenic
- Fast and Furious 10 de Justin Lin

#### 2024
- Night Swim de Bryce McGuire
- Wicked de Jon Chu

### Source principale
- (en) Liste des films produits par Universal Pictures sur l'Internet Movie Database.